# Mimus saturninus
Mimus saturninus là một loài chim trong họ Mimidae.